# (208996) Achlys
(208996) Achlys ist ein großes transneptunisches Objekt im Kuipergürtel, das als Plutino eingestuft wird. Aufgrund seiner Größe ist der Asteroid ein Zwergplanetenkandidat. Er besitzt einen Mond, der etwa ein Zehntel des Durchmessers des Mutterasteroiden aufweist.

## Entdeckung
Achlys wurde am 13. Januar 2003 von einem Astronomenteam, bestehend aus Chad Trujillo, Mike Brown (beide offiziell) sowie Eleanor „Glo“ Helin, Steven Pravdo, Kenneth Lawrence und Michael Hicks, im Rahmen des Near Earth Asteroid Tracking am 1,2–m–Oschin-Schmidt-Teleskop des Palomar-Observatoriums (Kalifornien) entdeckt. Die Entdeckung wurde am 26. Januar 2004 bekanntgegeben; das Objekt erhielt im April 2009 von der IAU die Kleinplaneten-Nummer 208996. Es ist das größte Objekt im Sonnensystem, das keinen eigenen Namen hat.
Nach seiner Entdeckung ließ sich Achlys auf Fotos vom 19. März 1996, die im Rahmen des Digitized-Sky-Survey-Projekts am Palomar-Observatorium gemacht worden waren, zurückgehend identifizieren. Dadurch wuchs der Beobachtungszeitraum um 7 Jahre, und die Umlaufbahn konnte genauer berechnet werden. Seither wurde der Planetoid durch verschiedene Teleskope wie das Herschel- und das Spitzer-Weltraumteleskop sowie erdbasierte Teleskope beobachtet. Die bisher letzte Beobachtung wurde im Januar 2019 am Vegaquattro-Observatorium durchgeführt. (Stand 4. März 2019)

## Eigenschaften

### Umlaufbahn
(208996) Achlys umkreist die Sonne in 246,96 Jahren auf einer elliptischen Umlaufbahn zwischen 32,17 AE und 46,55 AE Abstand zu deren Zentrum. Die Bahnexzentrizität beträgt 0,183, die Bahn ist 13,59° gegenüber der Ekliptik geneigt. Derzeit ist der Planetoid 44,44 AE von der Sonne entfernt. Er passierte 1982 seinen sonnenfernsten Punkt (Aphel) und wird 2106 sein Perihel erreichen; der letzte Periheldurchlauf dürfte also um das Jahr 1859 erfolgt sein.
Simulationen des Deep Ecliptic Survey ergaben, dass Achlys in den nächsten 10 Millionen Jahren der Sonne nie näher als 31,6 AE kommen wird und somit die Neptunbahn nie kreuzen wird.
Sowohl das Marc Buie (DES) als auch das Minor Planet Center klassifizieren Achlys als Plutino, letzteres führt ihn auch allgemein als «Distant Object».

### Größe und Form
2017 wurde der Durchmesser nach Analyse von Aufnahmen der Herschel- und Spitzer-Weltraumteleskope auf etwa 727 km bestimmt, womit der Asteroid eine mit Varda vergleichbare Größe aufweist. Dieser Wert beruht auf einer angenommenen Albedo von 10,7 % und einer absoluten Helligkeit von 3,7 mag. Der Durchmesser müsste in jedem Fall zwischen 600 und 800 km betragen.
Nach vier Okkultationen zwischen 2011 und 2014 berechnete ein Astronomenteam 2017, dass Achlys vermutlich die Form eines dreiachsigen Ellipsoides (Jacobi-Typ) mit den Abmessungen 940 × 766 × 490 km hat. aufweist. Das entspricht einem mittleren Durchmesser von 772 km. Damit besitzt der Planetoid ähnlich wie der Zwergplanet Haumea ein Pol-Äquator-Verhältnis von etwa 1:2. Die scheinbare Helligkeit von 2003 AZ84 beträgt 20,35 m. Die Lichtkurve weist kleine Albedoflecken auf.
Da anzunehmen ist, dass sich Achlys trotz seiner von der Kugelgestalt weit abweichenden Form aufgrund seiner Größe im hydrostatischen Gleichgewicht befindet, sollte er die Kriterien für eine Einstufung als Zwergplanet erfüllen. Mike Brown geht davon aus, dass es sich bei Achlys höchstwahrscheinlich um einen Zwergplaneten handelt; auch Gonzalo Tancredi akzeptiert Achlys als Zwergplaneten, schlägt der IAU jedoch nicht vor, ihn offiziell als solchen anzuerkennen.
| Jahr                                         | Abmessungen km                                | Quelle              |
| -------------------------------------------- | --------------------------------------------- | ------------------- |
| 2007                                         | 685,8 +98,8−95,5                              | Stansberry u. a.    |
| 2008                                         | 697,0                                         | Tancredi            |
| 2010                                         | 686,0                                         | Tancredi            |
| 2010                                         | 910,0 ± 60,0                                  | Mueller u. a.       |
| 2011                                         | >573,0 ± 21,0                                 | Braga-Ribas u. a.   |
| 2012                                         | 727,0 +61,9−66,5                              | Mommert u. a.       |
| 2012                                         | >662,0 ± 50,0                                 | Braga-Ribas u. a.   |
| 2014                                         | 686,0 ± 14,0                                  | Braga-Ribas u. a.   |
| 2016                                         | 737,06                                        | LightCurve DataBase |
| 2017                                         | 772,0 ± 12,0 (940 ± 40 × 766 ± 20 × 490 ± 16) | Dias-Oliveira u. a. |
| 2018                                         | 747,0                                         | Brown               |
| Die präziseste Bestimmung ist fett markiert. |                                               |                     |

### Rotation
Bezüglich der Rotationsperiode von Achlys sind verschiedene Forschergruppen durch Beobachtungen der Lichtkurve auf leicht verschiedene Lösungen gekommen, die sich von mindestens 6,71 ± 0,05 über 6,76 ± 0,02 bis 6,79 ± 0,05 Stunden erstrecken. Ausgehend von einer Rotationsperiode von 6,76 Stunden rsp. 0,282 Tagen ergibt sich, dass der Planetoid in einem Achlys-Jahr 320244,2 Eigendrehungen („Tage“) vollführt. Einer anderen Studie von 2009 zufolge würde er dafür mit 13,42 Stunden etwa doppelt so lange benötigen, was die Anzahl der Achlys-Tage in seinem Jahr mit 161315,3 Umdrehungen praktisch halbieren würde. Letztere Variante wird jedoch als eher unwahrscheinlich angesehen, zumal die Fehlerquote bei ungefähr 30 % liegt und die damalige Beobachtungszeit nicht ausreichte.

### Oberfläche
Spektrum und Farbe sind vergleichbar mit dem Plutino (90482) Orcus. Beide Körper weisen ein flaches strukturloses Spektrum im sichtbaren Licht und mäßig starke Wassereis-Absorptionen im nahen Infraroten auf, obschon Achlys eine niedrigere Albedo besitzt. Beide Körper weisen zudem eine schwache Absorption nahe 2,3 μm auf, die von Ammoniak- oder Methaneis herrühren könnte. Ausgehend von einem Durchmesser von 772 km ergibt sich eine Gesamtoberfläche von etwa 1.872.000 km².
Anlässlich einer streifenden Sternbedeckung wurde ein mehrere Kilometer großes Tal auf der Oberfläche von Achlys entdeckt.

## Mond
Am 22. Februar 2007 gab die IAU die Entdeckung eines Mondes bekannt, der von Mike Brown und Terry-Ann Suer anhand von Aufnahmen des Hubble-Weltraumteleskops vom 2. Dezember 2005 aufgespürt wurde. Er wurde bei 0,22 Bogensekunden Abstand zu Achlys gefunden, mit einer Differenz der scheinbaren Helligkeit von 5,0 m. Sein Durchmesser müsste etwa 77 km betragen. Bislang wurde der Mond jedoch nicht wieder aufgefunden, eine Bestimmung der Masse war daher bisher nicht möglich.
Das Achlys–System in der Übersicht:
| Komponenten     | Physikalische Parameter | Physikalische Parameter | Physikalische Parameter | Bahnparameter        | Bahnparameter  | Bahnparameter | Bahnparameter            | Entdeckung       |
| Name            | Durchmesser (km)        | Relativgröße (%)        | Masse (kg)              | Große Halbachse (km) | Umlaufzeit (d) | Exzentrizität | Inklination zur Ekliptik | Datum Entdeckung |
| --------------- | ----------------------- | ----------------------- | ----------------------- | -------------------- | -------------- | ------------- | ------------------------ | ---------------- |
| (208996) Achlys | 772,0                   | 100,0                   | ?                       | —                    | —              | —             | —                        | 13. Januar 2003  |
| Mond            | 77,0                    | 10,0                    | ?                       | 7200                 | 12,0           | ?             | ?                        | 2. Dezember 2005 |